# Albanchez de Mágina
Albanchez de Mágina là một đô thị trong tỉnh Jaén, Tây Ban Nha. Theo điều tra dân số 2006 (INE), đô thị này có dân số là 1326 người.
37°47′B 3°28′T / 37,783°B 3,467°T